# Letteratura orale
Per letteratura orale si intende la letteratura del linguaggio parlato (orale), mentre la letteratura opera nel campo della scrittura. Ciò quindi costituisce un elemento generalmente fondamentale della cultura, ma opera in molti modi come ci si potrebbe aspettare dalla letteratura. Lo studioso ugandese Pio Zirimu ha introdotto il termine oratura nel tentativo di evitare un ossimoro, ma il termine letteratura orale resta più comune sia nello scritto accademico che popolare.
Le civiltà pre-letterate, per definizione, non hanno una letteratura scritta, ma possono possedere una ricca e varia tradizione orale (cui appartengono epopee popolari, folclore e canzoni popolari) che effettivamente costituisce una letteratura orale.
Le civiltà alfabetizzate possono continuare una tradizione orale - in particolare all'interno della famiglia (ad esempio i racconti all'ora di andare a dormire) o strutture sociali informali. La narrazione di leggende urbane possono essere considerate un esempio di letteratura orale, come le barzellette.
La performance poetry è un genere di poesia che rifugge consapevolmente la forma scritta.

## Stili di memorizzazione
Nell'antica India, la memorizzazione dei sacri Veda includeva fino a undici forme di recitazione dello stesso testo.
La recitazione procedeva così:
In un'altra forma di recitazione una sequenza di N parole veniva recitata (e memorizzata) associando le prime due e le ultime due parole, proseguendo così:
La forma più complessa di recitazione assumeva questa forma:
Metodi simili sono stati utilizzati per memorizzare testi matematici, la cui trasmissione è rimasta esclusivamente orale fino alla fine del periodo vedico (ca. 500 a.C.).

## Cultura sorda
Anche se le persone sorde comunicano con i segni piuttosto che oralmente, la loro cultura e le tradizioni sono considerate nella stessa categoria della letteratura orale. Racconti, barzellette e poesie vengono tramandati da una persona all'altra senza essere scritti.